# Huvudräkning

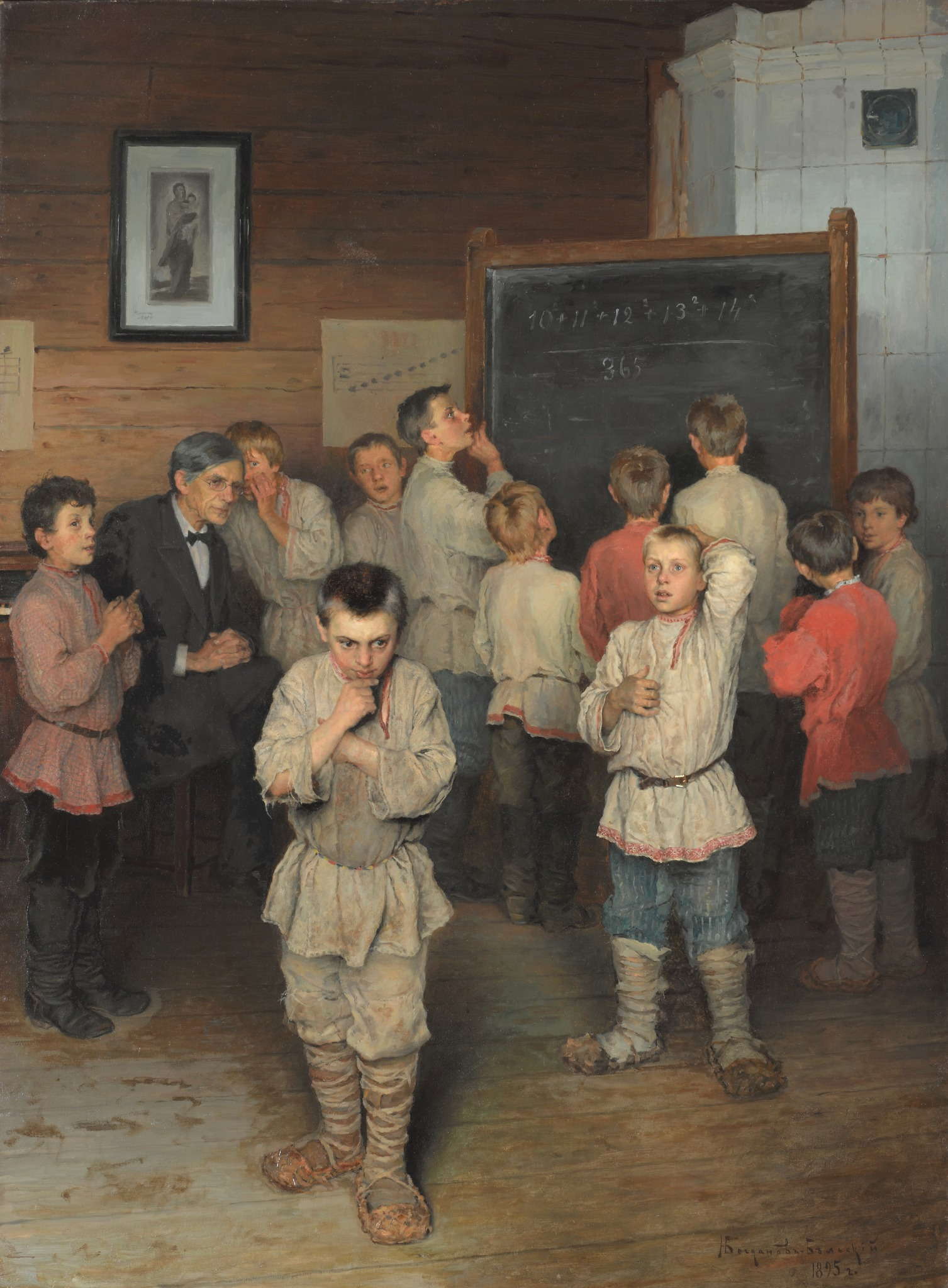
"Huvudräkning" (olja på duk, 1895) av Nikolaj Bogdanov-Belskij.

Huvudräkning är matematiska beräkningar som sker endast med hjälp av den mänskliga hjärnan, utan att använda några hjälpmedel såsom fingrar, kulram, papper, penna, räknesticka eller miniräknare. De beräkningar som utförs är vanligen enklare former av addition, multiplikation och dylikt.
Före datorteknikens införande sköttes matematiska beräkningar manuellt. Den svenska yrkestiteln för en sådan person kunde – särskilt inom affärsvärlden – vara kalkylator.

## Olika metoder
Det finns flera metoder för huvudräkning:
- Vedisk matematik
- Trachtenbergs system

## Huvudräkning i kulturen
I tavlan "Huvudräkning. Från S. A. Ratjinskijs folkskola" (olja på duk, 1895, «Устный счёт. В народной школе С. А. Рачинского») av Nikolaj Bogdanov-Belskij försöker barnen räkna ut {\displaystyle {\frac {10^{2}+11^{2}+12^{2}+13^{2}+14^{2}}{365}}}, vars häpnadsväckande lösning är lika med 2. Tavlan avbildar en privat folkskola inrättad 1872 i byn Tatevo i sydvästra delen av Tver oblast av botanisten och matematikern Sergej Ratjinskij (1833—1902).

## Källhänvisningar
1. ↑  Stenhag, Staffan (2007): "Vad säger matematikbetyget?", s.16 (22). Arkiverad 10 juni 2007 hämtat från the Wayback Machine. Math.uu.se. Läst 25 december 2014.
2. ↑  Svenska Akademiens ordbok: Kalkylera (tryckår 1935)